# 乞赤黑·马哈麻
乞赤黑·马哈麻（1391年6月28日—1459年），钦察汗国（金帐汗国）可汗，帖木儿·忽格鲁特的孙子，帖木儿汗的儿子。
兀魯·穆罕默德消灭八剌汗後，金帐汗国的分裂没有结束。脱脱迷失的儿子赛亦得·阿黑麻一世和帖木儿汗的儿子乞赤黑·马哈麻，同时向兀魯·穆罕默德争夺汗位。乞赤黑·马哈麻於1435年夺取萨莱，成为金帐汗国的大汗。但是赛亦得·阿黑麻一世和兀魯·穆罕默德并不听从他的号令。赛亦得·阿黑麻一世依然保持强大的势力，直到1465年他远征莫斯科失败。兀魯·穆罕默德的势力成了喀山汗国的前身，道剌特·别尔迪的儿子哈吉·格来建立了克里米亚汗国。1459年，乞赤黑·马哈麻死后，他的儿子馬哈茂德·本·庫楚克、阿黑麻汗继承大帐汗国的王位。
| 前任： 兀魯·穆罕默德 | 金帐汗国君主 1428年        | 繼任： 兀魯·穆罕默德               |
| 前任： 兀魯·穆罕默德 | 金帐汗国君主 1435年—1459年 | 繼任： 馬哈茂德·本·庫楚克 阿黑麻汗 |